# 特羅伊齊科-薩福諾韋
47°40′28″N 32°51′44″E / 47.67444°N 32.86222°E
特羅伊齊科-薩福諾韋（烏克蘭語：Троїцько-Сафонове），是烏克蘭南部的村莊，隸屬尼古拉耶夫州的巴什坦卡區。該村始建於1820年，面積2.67平方公里，海拔高度85米，2001年人口1,335，人口密度每平方公里500人。